# Lorena Quintana
Lorena Gabriela Quintana San Martín(n. Colonia del Sacramento) es una médica, funcionaria y política uruguaya, que se desempeñó como coordinadora del Área de Salud Adolescencia y Juventud del Ministerio de Salud Pública hasta octubre de 2023. Integrante de Cabildo Abierto, fue la candidata a la vicepresidencia de la República de cara a las elecciones generales de 2024, como compañera de fórmula de Guido Manini Ríos.

## Biografía
Quintana nació en Colonia del Sacramento un 6 de diciembre de 1976 y fue criada en el seno de una familia católica de seis hijos. A los 17 años de edad se estableció en Montevideo para cursar sus estudios en la Facultad de Medicina de la Universidad de la República, graduándose en 2003, y especializándose posteriormente en medicina familiar y comunitaria. Asimismo, en 2022 obtuvo un diplomado en ciencia política por la Facultad de Ciencias Sociales.
En mayo de 2023, en su cargo de coordinadora del Área de Salud Adolescencia y Juventud del Ministerio de Salud Pública, impulsó el programa «Familias Fuertes», adaptando a las características del país el plan Strengthening Families de la Organización Panamericana de la Salud, con el objetivo de ayudar a familias en la comunicación y  prevenir conductas de riesgo en adolescentes.
En julio de 2023 fue designada como directora del recién creado «Programa de Prevención y Tratamiento de Adicciones» del Ministerio de Salud Pública, con el objetivo de “diseñar políticas” destinadas mitigar el consumo de drogas. En octubre, se anunció que el programa fue transformado en "política de Estado" en la Rendición de Cuentas, por lo cual comenzó a recibir recursos públicos para su sostenibilidad en el tiempo.
De cara a las elecciones internas de 2024, lideró el sector Encuentro Nacional Cristiano –fundado en diciembre de 2023–, que obtuvo el 11,3% de los votos a Cabildo Abierto a nivel nacional. El 22 de julio, Guido Manini Ríos la anunció como compañera de fórmula y candidata a la vicepresidencia de la República para las elecciones generales de octubre. El 11 de octubre lanzó la Lista 7001, que encabeza como candidata a la Cámara de Representantes.

## Pensamiento
De ideas conservadoras a nivel social, Quintana se ha posicionado en contra del aborto, la eutanasia y la legalización de la marihuana en Uruguay.